# Krägga
Krägga – miejscowość (tätort) w Szwecji, w regionie administracyjnym (län) Uppsala, w gminie Håbo.
Według danych Szwedzkiego Urzędu Statystycznego liczba ludności wyniosła: 525 (31 grudnia 2015), 612 (31 grudnia 2018) i 622 (31 grudnia 2019).